# Dieter Kunzelmann
Dieter Kunzelmann (Bamberg, 14 de juliol de 1939 - Berlín, 14 de maig de 2018) va ser un activista polític d'esquerra alemany.
Al començament de 1960 va ser membre del grup d'artistes Gruppe SPUR, inspirat en el moviment situacionista. El 1967 va ser un dels fundadors de la Kommune 1, a Berlín Occidental. A finals de la dècada de 1960 va ser un dels líders del grup armat Tupamaros West-Berlin, que van dur a terme diferents atemptats com la col·locació de bombes o provocació d'incendis. El juliol de 1970 va ser detingut i condemnat a cinc anys de presó per aquestes activitats. Entre 1983 i 1985 va ser membre de la Cambra de diputats de Berlín per la candidatura Llista Alternativa (actual Aliança 90/Els Verds).
A finals dels anys 1980 i principis dels 1990 es va fer famós a través d'accions polítiques incòmodes i de llançament d'ous. L'11 d'octubre de 1993, per exemple, va llançar un ou al cotxe oficial de l'aleshores alcalde de Berlín, Eberhard Diepgen, durant una cerimònia a Potsdamer Platz, que va provocar que el parabrisa es danyés durant el procés. Per això, va ser condemnat a una pena suspesa de cinc mesos. El judici es va realitzar el desembre de 1995, en el qual Diepgen va ser convidat com a testimoni. Amb les paraules «Frohe Ostern, du Weihnachtsmann» ("Bona Pasqua, Pare Noel"), Kunzelmann va aixafar un ou al cap de Diepgen durant la sessió del judici del 20 de desembre. Com a resultat, Kunzelmann va ser internat durant dues setmanes. A més, el 16 de gener de 1997, la suspensió de la sentència de cinc mesos es va alçar i es va convertir en pena de presó amb dret a recurs d'apel·lació. El 31 de gener de 1997 va ser condemnat a sis mesos més de presó pel segon atac d'ous. Un cop jutjat els dos fets concatenats, que sumaven gairebé un any de presó, es va escapar de la custòdia i va fugir a la clandestinitat. El 3 d'abril de 1998 va publicar un anunci al diari Berliner Zeitung que anunciava el seu suïcidi amb el text «Nicht nur über sein Leben, auch über seinen Tod hat er frei bestimmt, Dieter Kunzelmann, 1939–1998» ("No només va decidir lliurement sobre la seva vida, sinó també sobre la seva mort, Dieter Kunzelmann, 1939-1998"). El 14 de juliol de 1999, amb 60 anys, va reaparèixer oficialment per complir la condemna pendent. El 13 de maig de 2000 va ser alliberat i va llençar tres ous al mur de la presó de Tegel.